# Cimetière militaire britannique d'Anneux
Le cimetière militaire britannique d'Anneux (Anneux British Cemetery) est un cimetière militaire  de la Première Guerre mondiale situé sur le territoire de la commune d'Anneux, Nord.

## Localisation
Ce cimetière est situé à 500 m au nord du village, en bordure de la route nationale D 630.

## Historique
Occupé dès la fin août 1914 par les troupes allemandes, Anneux  est resté  loin des combats jusqu'au 21 novembre 1917, premier jour de la bataille de Cambrai, date à laquelle le village a été capturé par la 62e division (West Riding). Anneux est resté aux mains des Alliés jusqu'au 6 décembre suivant. Il a été définitivement repris le 27 septembre 1918 lors de l'offensive des Cent-Jours .

## Caractéristique
Le cimetière britannique d'Anneux contient maintenant 1 013 sépultures et commémorations de la Première Guerre mondiale dont 459 des sépultures ne sont pas identifiées. Le cimetière a été conçu par Sir Edwin Lutyens.

## Galerie

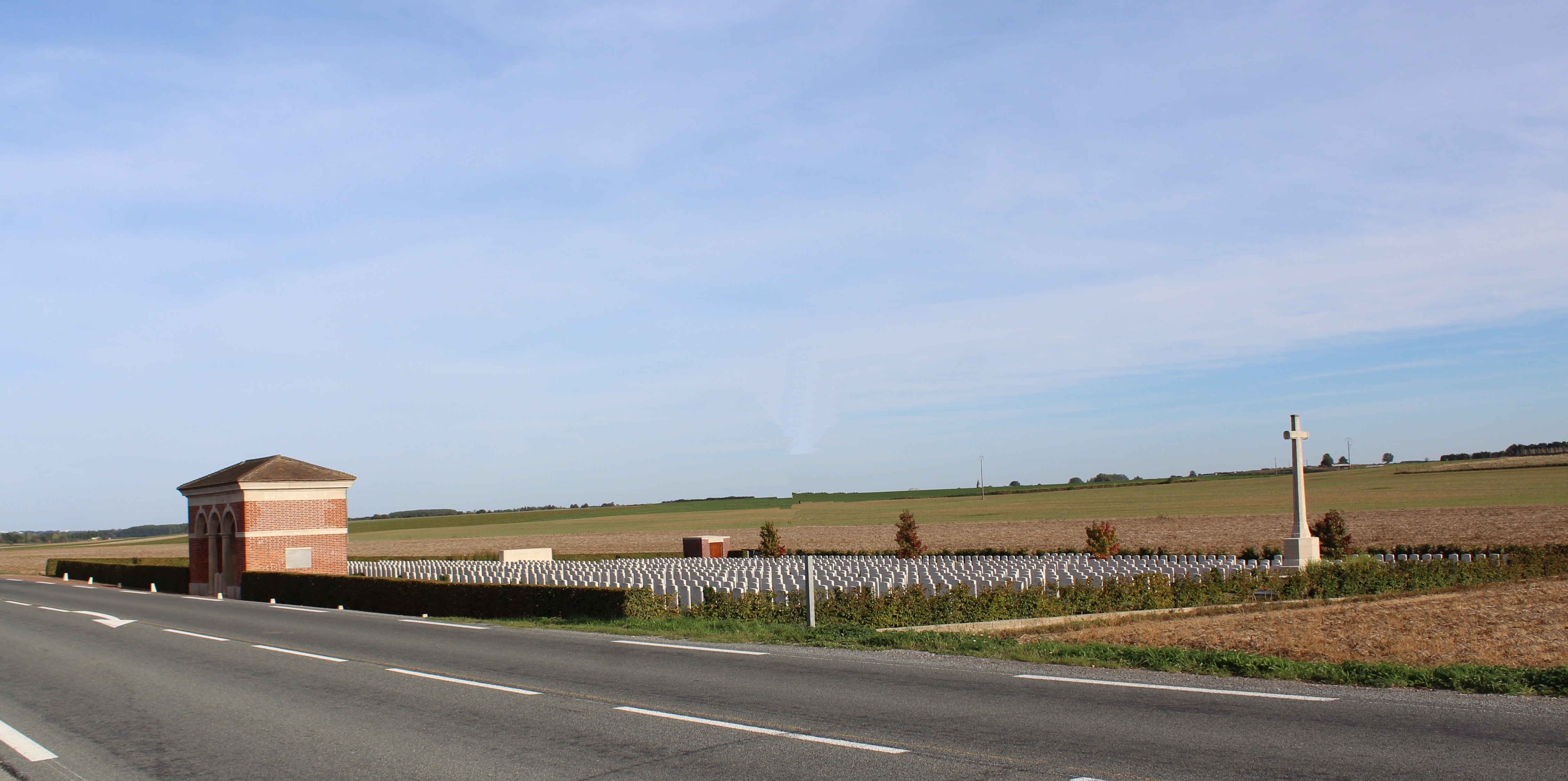
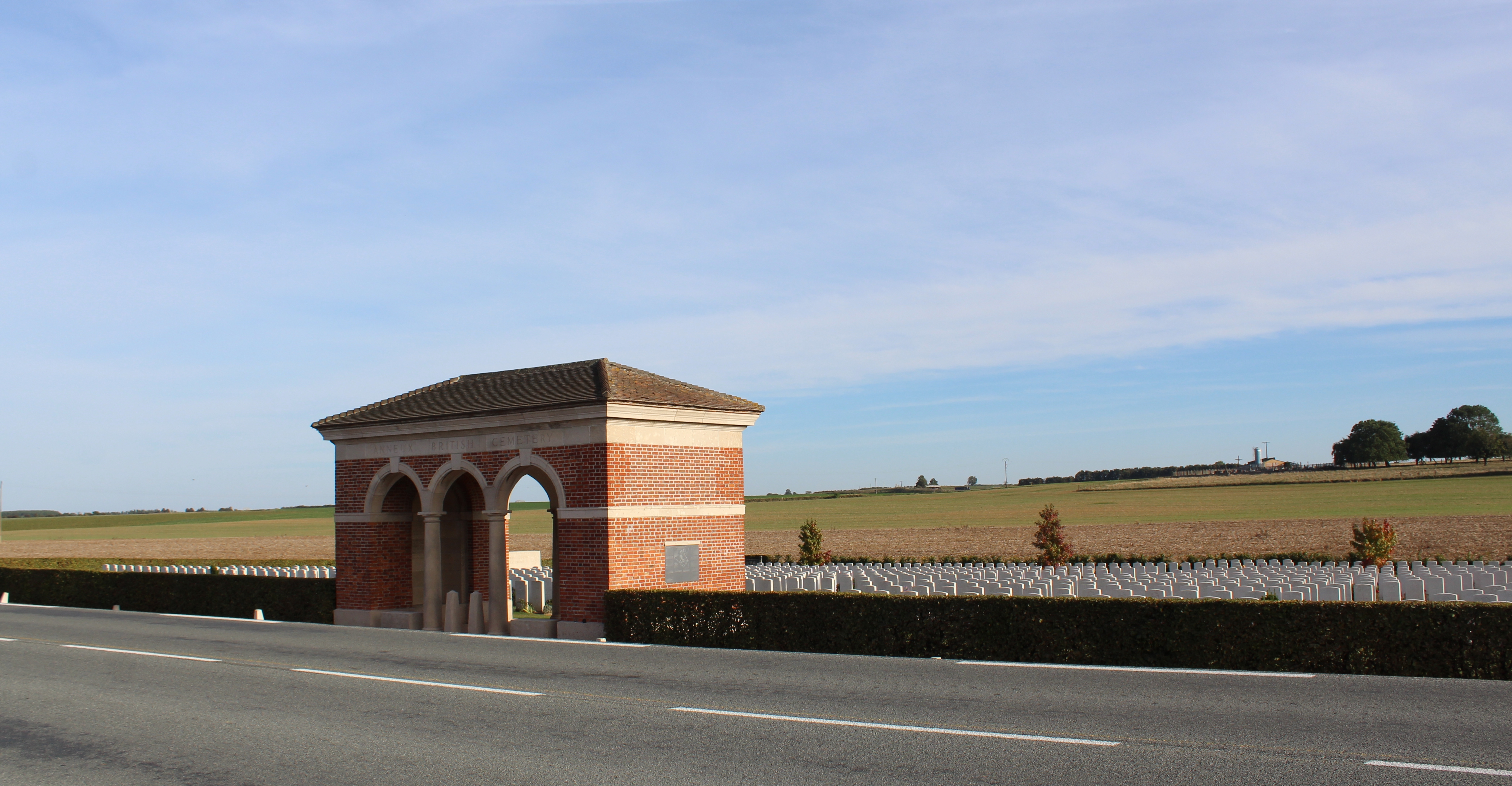
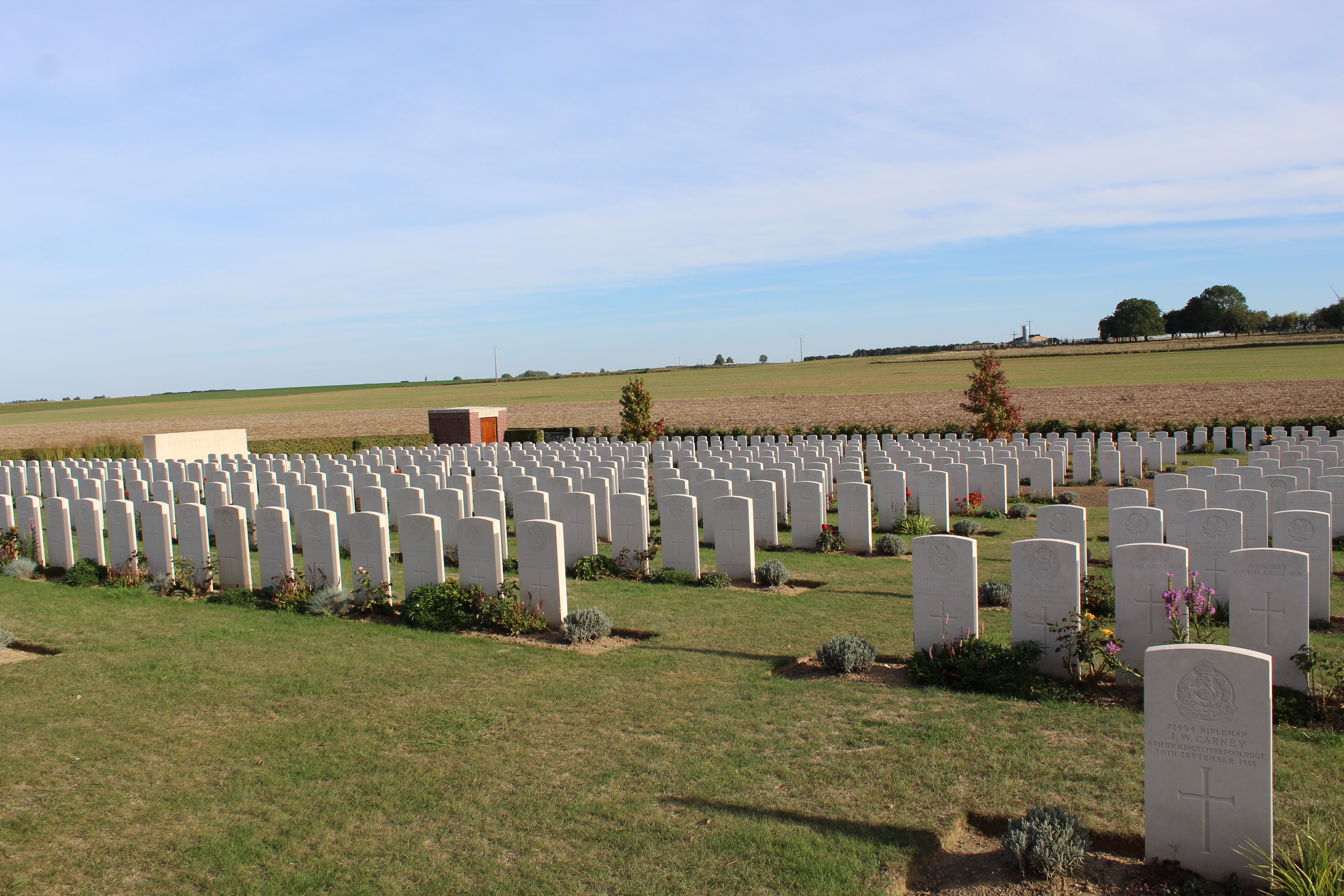
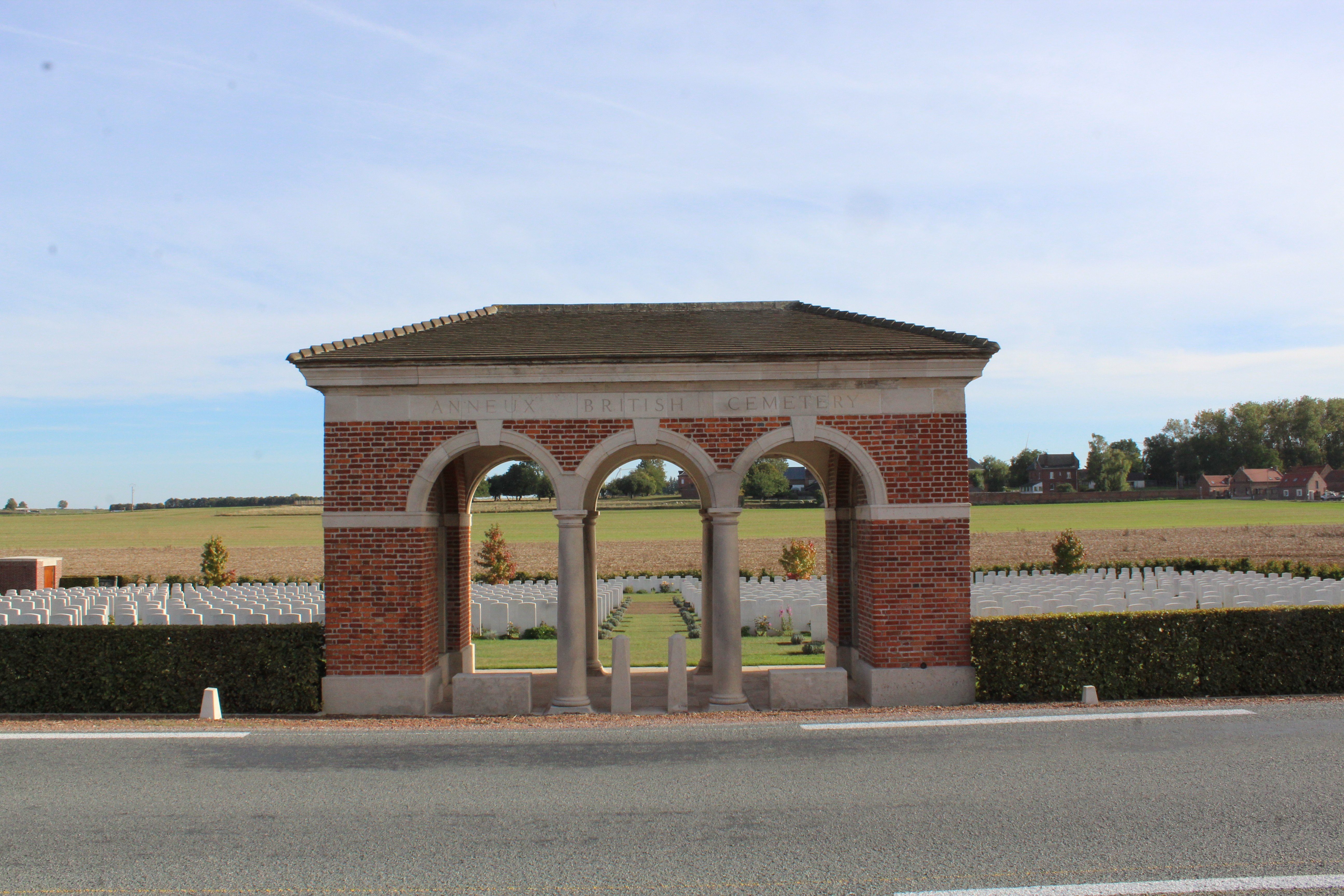

## Sépultures
| Pays             | Sépultures |
| ---------------- | ---------- |
| Royaume-Uni      | 837        |
| Canada           | 86         |
| Nouvelle-Zélande | 89         |
| Australie        | 1          |
| Total            | 1013       |